# Cratera cuarassu
Cratera cuarassu ist eine brasilianische Art der Landplanarien in der Unterfamilie Geoplaninae.

## Merkmale
Cratera cuarassu hat einen flachen Körper mit einer Länge von 7 bis 11 Zentimetern und einer Breite von 0,6 Zentimetern. Die Seitenränder verlaufen parallel, das Hinterende ist angerundet und das Vorderende läuft spitz zu. Die Grundfärbung des Rückens ist schwärzlich blau, nah an den seitlichen Rändern verläuft jeweils ein zinkgelber Längsstreifen. Die Bauchseite ist elfenbeinfarben gefärbt. Nach der Präparation verblasst die Rückenfärbung und es erscheint eine dunkle Mittellinie. Die vielen von pigmentfreien Flächen umgebenen Augen liegen in einer unregelmäßigen Reihe auf den schwarzen Bereichen der Körperränder.
Die Testikel von Cratera cuarassu liegen rückenseitig. Der Kopulationsapparat weist eine permanente Penispapille auf, die sehr kurz und breit ist und eine große intra-peniale Höhle hat.

## Verbreitung
Alle Nachweise von Cratera cuarassu waren im Atlantischen Regenwald im Parque Estadual do Desengano im brasilianischen Bundesstaat Rio de Janeiro.

## Etymologie
Das Artepitheton cuarassu ist eine Kombination von zwei Worten aus der Tupi-Sprache, dem Wort cuara (dt. Höhle) und dem Wort assu (dt. groß). Der Name bezieht sich auf die große intra-peniale Höhle.